# Kos'vinskij Kamen'
Il Kos'vinskij Kamen' (in russo Косьвинский Камень?) è una montagna della Russia che si trova all'estremo sud nella catena degli Urali settentrionali.
Si trova a nord del Konžakovskij Kamen' nell'Oblast' di Sverdlovsk, ha un'altezza di 1 519 m. L'apice della montagna è piatto con una superficie irregolare costellata di rocce granitiche e piccoli laghi formati dallo scioglimento della neve. La montagna, che ha una circonferenza di circa 42 km, è composta principalmente da pirosseniti e duniti del Paleozoico inferiore e medio. Il fiume Malaja Kos'va (affluente della Kos'va) inizia dal versante meridionale. Nella parte inferiore, fino a 800-900 m d'altezza, i pendii sono ricoperti da foreste di conifere, ad altezze superiori tundra di montagna e pietraie. Sulla montagna è stato rinvenuto un giacimento di platino.
Ai piedi orientali, a 7 km dalla cima, si trova il villaggio di Kytlym, che è collegato da una strada con la città di Karpinsk.